# Beatrice Bartelloni
Beatrice Bartelloni (Dortmund, 5 februari 1993) is een Italiaans weg- en baanwielrenster die anno 2015 rijdt voor Alé Cipollini.

## Palmares

### Baan
| Jaar | IK                   | EK                   | WK | Overig                      |
| ---- | -------------------- | -------------------- | -- | --------------------------- |
| 2012 |                      |                      |    | Cali: Ploegenachtervolging  |
| 2013 | Ploegenachtervolging |                      |    | Copa Internacional: Scratch |
| 2014 | Ploegenachtervolging | Ploegenachtervolging |    |                             |
| 2015 |                      |                      |    |                             |

#### Jeugd
Europees kampioene: 2011 (ploegenachtervolging, junioren)

### Wegwielrennen
2015
Jongerenklassement Ronde van Qatar
Algisi · Bartelloni · Berlato · Cauz · Confalonieri · Cucinotta · Faure · Fernandes · Fidanza · Frapporti · Jasińska · Muccioli · Olds · Oliveira · Rossato · Tagliaferro